# Notogomphus spinosus
Notogomphus spinosus – gatunek ważki z rodziny gadziogłówkowatych (Gomphidae). Występuje w Afryce Subsaharyjskiej; stwierdzony w Kamerunie, Kongu, Demokratycznej Republice Konga i południowo-wschodniej Nigerii.